# Umberto Verdirosi
Umberto Verdirosi (Trino Vercellese, 1935) è un pittore, poeta e attore italiano.
Umberto Verdirosi, nasce in Piemonte figlio di attori da padre siciliano e madre veneta.
Formazione classica.
Nella sua giovinezza è presente in molteplici compagnie teatrali .
Sostituirà Gian Maria Volontè nella compagnia del Cavalier Mario Ruta interpretando Aligi ne “La figlia di Jorio” di Gabriele D’Annunzio, Romeo di Shakespeare, Paolo nella “Francesca da Rimini” di Nino Berrini, e Cecco Angiolieri nel “Beffardo” sempre di Nino Berrini.
A vent'anni, forma il suo teatro tenda con compagnia propria, che condurrà fino al 1968 per poi dedicarsi non più al teatro, ma solo alla pittura, alla scultura e alla poesia.
Illustra i sonetti di Shakespeare (traduzione Marelli) con prefazione di Diego Fabbri.
Le sue opere si trovano in tutta Europa e in America, dal Canada alla Florida, dalla Nuova Zelanda all’Australia.
Ha esposto all’Export Art di New York, a Miami e a Sarasota (Florida) e in quasi tutte le città italiane.
Ha avuto gallerie a Fiuggi, Chianciano, Spoleto e Assisi, e attualmente ad Orvieto.
Ha un suo studio-mostra permanente a Roma.
È autore di 9 libri, di cui 7 pubblicati in bilingue .

## Curiosità
Tutti i suoi libri sono dedicati ad Osho, che Verdirosi considera il suo maestro "cosmico".
Di segno zodiacale è Toro, ascendente Ariete.

## Opere (selezione)[5]
- Dietro la Tela / Behind the Canvas
- Dieci Numeri per conoscere Dio / Ten Numbers to Reach God Awareness
- L'indirizzo/ The Address Shakespeare di Verdirosi / The Sonnets illustrated
- Shakespeare di Verdirosi ( i sonetti illustrati) (prefazione Diego Fabbri)
- Il Monumento di Carlo Goldoni nel Mistero del Tempo (opera teatrale)
- Verdirosi (Monografia)
- Il Buco (prefazione Osho )/ The Hole
- Il Tantra / Tantra
- Don Chisciotte / Don Quijote

i segni zodiacali dipinti / the zodiac signs painted 